# Un home llop americà a Londres
Un home llop americà a Londres (An American Werewolf in London segons el seu títol original en anglès) és una pel·lícula britànico-estatunidenca de terror amb elements còmics i dosis d'humor negre. Estrenada el 1981, va ser dirigida per John Landis i protagonitzada per David Naughton, Griffin Dunne i Jenny Agutter. Va guanyar un Óscar el 1982 al Millor maquillatge, premi concedit a Rick Baker pel seu treball en les escenes de transformació d'home en llop. Amb el temps Un home llop americà a Londres s'ha anat convertint en una pel·lícula de culte.

## Argument
La història presenta dos estudiants universitaris de Nova York, David i Jack, que decideixen fer un recorregut per les ciutats més importants d'Europa, com ara París, Roma i Berlín, entre d'altres. Mentre viatgen de nit a peu pel camp anglès en direcció a Londres en el seu camí cap a Itàlia, un camioner els acosta fins a un poble anomenat East Proctor perquè busquin un lloc on passar la nit; així arriben al pub El xai degollat.
Una vegada dins observen amb curiositat una estrella de cinc puntes dibuixada a la paret sobre un altar, però en preguntar quina funció compleix, tots els clients cessen la conversa. Un dels parroquians, molest amb ells, els fa fora del pub davant les protestes de la propietària, preocupada per la seguretat dels nois. Quan es preparen per a marxar, els adverteixen que continuïn per la carretera, sense endinsar-se en els erms i cuidant-se de la lluna plena. Després de marxar, els parroquians es divideixen entre els que retreuen posar en perill els americans i els que prefereixen que morin perquè ningú s'assabenti del que allí succeeix. A desgrat, els joves acaben perdent el rumb. Són atacats per sorpresa per una gran ombra amb forma animal; Jack mor durant l'atac però David aconsegueix ser rescatat a temps, amb algunes ferides, per la gent del pub, que aconsegueixen matar la bèstia atacant. Aquesta es mostra mentre agonitza, transformant-se en un home.
David desperta tres setmanes després en un hospital de Londres, on l'informen de la mort del seu amic. Segons la versió oficial, van ser atacats per un fugitiu boig, encara que David insisteix que va ser un llop o un gos rabiós. La seva versió és desacreditada com la d'un testimoni en xoc ja que si fos veritat implicaria que la policia de East Proctor està encobrint el fet. David comença a tenir malsons relacionats amb ell comportant-se com un animal o sent atacat per monstres. Un matí Jack apareix davant David com un no mort amb aspecte de cadàver. Aquest li explica que van ser atacats per un home llop i que, per haver sobreviscut a l'atac, David és ara un licantrop mentre que ell un no-mort condemnat a existir eternament turmentat als llimbs, fins que l'últim vestigi de la línia de sang del monstre que el va maleir sigui eliminada. D'aquesta manera, David seria l'últim home llop ja que hauria heretat la maledicció del seu assassí. Jack li demana al seu amic que se suïcidi per a acabar amb la maledicció de l'home llop i evitar que més innocents n'esdevinguin eventuals víctimes. No obstant això, David prefereix creure que és només una al·lucinació i rebutja tot el que aquest li diu.
Després d'abandonar l'hospital, David va a viure amb la infermera Alex Price, de la qual s'ha enamorat mentre el cuidava. Novament Jack el visita i reitera el seu advertiment la vigília de la lluna plena, però una vegada més el seu amic es nega a fer-li cas. David es troba sol a l'apartament quan torna a aparèixer la lluna plena i, com havia avisat Jack, es converteix dolorosament en un home llop. En la seva nova forma recorre els carrers de Londres i acaba assassinant diverses persones. Quan es desperta al matí, apareix nu a la gàbia dels llops del jardí zoològic, ignorant totalment el que ha passat la nit anterior.
David s'acaba adonant-se que Jack tenia raó sobre els homes llop i que és el responsable dels assassinats de la nit passada. Jack torna a aparèixer com un fantasma mentre David és al cinema, en aquesta ocasió acompanyat per aquells que van ser les seves víctimes, demanant-li una altra vegada que se suïcidi abans que torni a convertir-se en home llop. David no compleix la petició, torna a transformar-se i s'inicia una altra sèrie d'assassinats, aquest cop a Piccadilly Circus, començant amb els espectadors del cinema i seguint després amb l'inspector Villers (a qui decapita en sortir bruscament del cinema). David comença a matar molts vianants, causant alhora un xoc automobilístic.
Aquesta vegada la policia el persegueix i aconsegueix arraconar-lo en un carreró. També arriba Àlex, que tracta de calmar-lo dient-li que l'estima. Encara que per un moment es mostra dòcil, immediatament perd el control i salta sobre la noia, per la qual cosa la policia li dispara i, mentre mor, recupera el seu aspecte humà.

## Repartiment
- Jenny Agutter: Alex Price
- Griffin Dunne: Jack Goodman
- John Woodvine: Dr. J.S. Hirsch
- Lila Kaye: Propietària del bar
- Frank Oz: Sr.Collins
- David Schofield: jugador de dards
- Brian Glover: jugador d'escacs n°1
- Rik Mayall: jugador d'escacs n°2
- Paddy Ryan: llop anglès
- Joe Belcher: conductor camió d'ovelles
- Don McKillop: Inspector Villiers
- Anne-Marie Davies: Susan Gallagher
- Paul Kember: Sargent McManus
- Michael Carter: Gerald Bringsley
- Will Leighton: Joseph
- Frank Singuineau: Ted
- Sydney Bromley: Alf
- Albert Moses: porter de l'hospital
- Elizabeth Bradley: dona del zoològic
- Alan Ford: taxista
- Christine Hargreaves: venedora de tiquets
- Linzi Drew: Brenda Bristols
- John Landis: home atropellat
- Vic Armstrong: conductor autobús

## Història del guió
John Landis va tenir la idea per a la història mentre treballava a Iugoslàvia com a assistent de producció per a la pel·lícula Kelly's Heroes. Un membre iugoslau de la producció i ell es trobaven viatjant quan es van creuar amb un grup de gitanos. Aquests semblaven estar realitzant un ritual durant l'enterrament d'una persona per a evitar que aquesta "s'aixequés de la seva tomba". Això va fer que Landis s'adonés que mai seria capaç d'enfrontar-se a un zombi; això li va donar la idea per a una pel·lícula en la qual un home de la seva mateixa edat passa per una situació similar.
Landis va escriure un primer esborrany de An American Werewolf in London el 1969. Dos anys més tard va escriure, dirigir i protagonitzar la seva primera pel·lícula, Schlock, que acabaria sent una pel·lícula de culte. Landis va adquirir prestigi gràcies a l'èxit de les seves pel·lícules còmiques The Kentucky Fried Movie, National Lampoon's Animal House i The Blues Brothers, cosa que li va permetre aconseguir una inversió de 10 milions de dòlars per a aquesta pel·lícula. Els inversors van considerar que el guió cinematogràfic que havia presentat Landis era massa terrorífic per a ser una comèdia i massa còmic per a ser una pel·lícula de terror.

## Efectes de maquillatge
Les diferents pròtesis i parts robòtiques creades per Rick Baker i usades durant les escenes de transformació en home llop i les aparicions del personatge Jack com un cadàver en creixent descomposició van impressionar tant l'Acadèmia de les Arts i les Ciències Cinematogràfiques de Hollywood que va decidir crear el premi Óscar al millor maquillatge específicament per a la pel·lícula. Des del lliurament de premis de 1981 aquesta es va convertir en una categoria fixa en el lliurament d'aquests premis.

## Localitzacions
Les escenes inicials en els erms van ser rodades prop de Hay Bluff, una muntanya que s'estén al llarg de Welsh Marches, al Parc nacional de Brecon Beacons. Les escenes van ser rodades en el costat gal·lès de Hay Bluff, aproximadament quatre milles al sud del poble de Hay-on-Wye, a Powys. L'escena on David i Jack baixen del camió és prop del cercle de pedra, el mateix lloc on el Dr. Hirsch observa el senyal indicant el camí a East Proctor. El mateix camí s'usa en l'escena on els protagonistes conversen sobre Debbie Klein.
East Proctor és un petit poble deu milles a l'oest de Hay Bluff anomenat Crickadarn. Es pot veure en l'escena en què els protagonistes baixen el pujol per a dirigir-s'hi. L'exterior d'El xai degollat era una casa privada de Crickadarn redecorada per a semblar un pub. L'estàtua de l'Angel de la Mort que es troba al poble va ser creada especialment per a la pel·lícula. L'església que es troba al costat encara és pot visitar, tot i que els pisos superiors ja no es conserven.
Les escenes d'interior d'El xai degollat van ser rodades en un pub anomenat The Black Swan –El cigne negre, en idioma anglès–, a Effingham, prop de Leatherhead, Surrey. S'hi va agregar una paret falsa perquè el lloc semblés més petit.
L'apartament d'Alex es troba a Coleherne Road, a la sortida de Redcliffe Square, prop de Earls Court.
L'atac a l'estació de metro va ser filmada a l'estació Tottenham Court Road del metro de Londres.
L'escena de la gàbia dels llops va ser filmada al Zoològic de Londres.
L'escena final al carreró va ser filmada a Clink Street, Londres. Avui el lloc resulta irreconeixible a causa de les remodelacions que hi ha hagut a la zona.

## Música
Totes les cançons de la pel·lícula fan referència d'una manera o altra a la lluna. Una versió lenta de Blue Moon interpretada per Bobby Vinton es pot escoltar durant la presentació.
Moondance, de Van Morrison, es fa servir quan Alex i David fan l'amor per primera vegada. Quan David està a punt de convertir-se en home llop s'escolta Bad Moon Rising, de Creedence Clearwater Revival. Durant l'agonia de la transformació es pot escoltar una versió més semblant a una balada de Blue Moon, interpretada per Sam Cooke, i una versió doo wop de la mateixa melodia interpretada per The Marcels en els crèdits del final. Landis no va poder aconseguir el permís per a utilitzar Moonshadow, de Cat Stevens, ni de Moonshiner, de Bob Dylan; tots dos artistes van considerar la pel·lícula inapropiada per a ser relacionada amb les seves cançons. En els comentaris inclosos en la versió en DVD David Naughton i Griffin Dunne comenten que desconeixen les raons per les quals Landis no va poder obtenir permís per a utilitzar Werewolves of London, de Warren Zevon, una cançó que hauria resultat molt apropiada per a la pel·lícula.

## Seqüeles
En 1997 es va estrenar Un home llop americà a París, que incloïa un repartiment de personatges totalment diferent de la seva antecessora i sense deixar clar si aquesta història tenia alguna connexió amb els esdeveniments del primer film.

## Adaptacions per a ràdio
Una adaptació per a ràdio va ser transmesa per la BBC Radio 1 el 1997, escrita i dirigida per Dirk Maggs. Jenny Agutter, Brian Glover i John Woodvine van repetir els seus papers de la malalta Alex Price, el jugador d'escacs i ara també agent de policia de East Proctor George Hackett i el doctor Hirsch, respectivament. Els papers de David i Jack van ser interpretats per Eric Meyers i William Dufris. El guió de Dirk Maggs va incloure a la història que alguns dels habitants de East Proctor són immigrants de l'Europa de l'est i que van portar amb ells la licantropia. També es revela que l'home llop que ataca els protagonistes és Hackett, que s'havia escapat d'un asil on estava internat sota el nom de Larry Talbot (que és el mateix nom del protagonista de The Wolf Man).